# Буровий насос

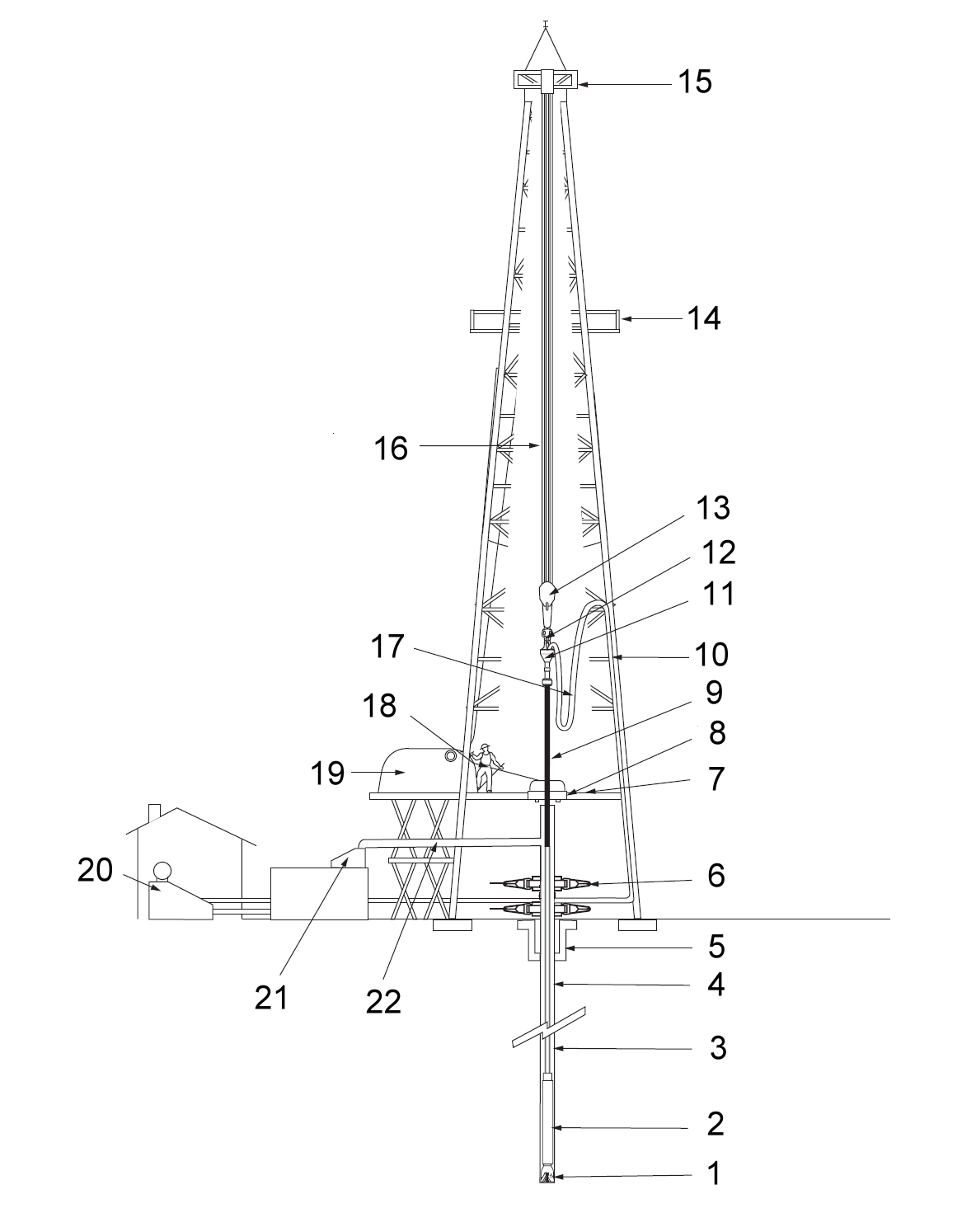
Рис. 2. Загальна схема бурової установки: 1 — бурове долото; 2 — обважнені бурильні труби; 3 — бурильні труби; 4 — кондуктор (Кондукторна колона); 5 — гирлова шахта; 6 — противикидні пристрої; 7 — підлога бурової установки; 8 — буровий ротор; 9 — провідна бурильна труба; 10 — буровий стояк; 11 — вертлюг; 12 — гак; 13 — талевий блок; 14 — балкон робітника; 15 — кронблок; 16 — талевий канат; 17 — шланг провідної бурильної труби; 18 — індикатор навантаження на долото; 19 — бурова лебідка; 20 — буровий насос; 21 — вібраційне сито для бурового розчину; 22 — викидна лінія бурового розчину.

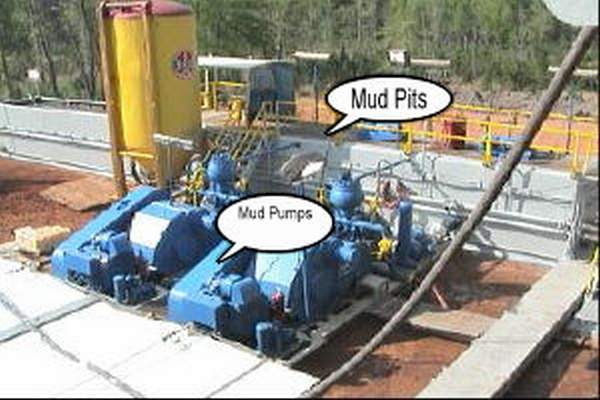
Рис. 1. Буровий насос

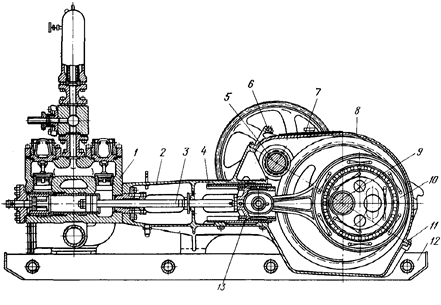
Рис. 3. Буровий насос двосторонньої дії: 1 — гідравлічний блок; 2 — станина; 3 — отвори для штока; 4 — направляючі; 5 — трансмісійний вал; 6 — шпильки; 7 — вентиляційний ковпак; 8 — кришка станини; 9 — корінний вал; 10 — шатунний механізм; 11 — болти; 12 — рама;
13 — повзун.

Буровий насос (рос. буровой насос, англ. slush(mud) pump; нім. Spülpumpe f, Bohrpumpe f) — гідравлічна машина для нагнітання промивної рідини в бурову свердловину з метою очищення вибою і стовбура від вибуреної породи та винесення її зі свердловини, охолодження і змащення долота, створення гідромоніторного ефекту при бурінні струминними долотами, приведення в дію вибійних гідравлічних двигунів.
Найбільш поширені двопоршневі насоси двосторонньої дії, на зміну яким останнім часом приходять трипоршневі насоси односторонньої дії.

## Призначення
Бурові насоси призначені для:

Рис. 4. Схема шестиступеневої системи очищення необважченої промивальної рідини (у схемі не показаний дегазатор)
1 — свердловина; 2 — шламовловлювач; 3 — вібросито; 4; 6 — шламовий насос; 5 — пісковідділювач; 7 — муловідділювач; 8 — погружний насос з гвинтоподібним шнеком; 9 — центрифуга; 10; 11; 12; 13 — ємність; 14 — буровий насос

– нагнітання в свердловину промивної рідини з метою очищення вибою і стовбура від вибуреної породи (шламу) і винесення її на денну поверхню;
– охолодження і змащення долота;
– створення гідромоніторного ефекту при бурінні струминними долотами;
– приведення в дію вибійних гідравлічних двигунів.

## Конструкція і основні характеристики
Усі поршневі насоси мають приводну і гідравлічну частини . Приводна частина складається з шківа, трансмісійного вала, пари зубчастих коліс, корінного вала з кривошипами чи ексцентриками, двох шатунів і двох крейцкопфів.
Подача насоса змінюється за допомогою змінних циліндрових втулок або зміною числа ходів насоса. Пульсації тиску, викликані нерівномірною швидкістю поршнів, знижуються до практично прийнятного рівня за допомогою пневматичних компенсаторів.
У бурових насосних агрегатах використовуються переважно електродвигуни і дизелі, обертання яких передається трансмісійному валу насоса клинопасовою чи ланцюговою передачею.
Подача насоса змінюється за допомогою змінних циліндрових втулок або зміною числа ходів насоса. Пульсації тиску, викликані нерівномірною швидкістю поршнів, знижуються до практично прийнятного рівня за допомогою пневматичних компенсаторів.
У бурових насосних агрегатах використовуються переважно електродвигуни і дизелі, обертання яких передається трансмісійному валу насоса клинопасовою чи ланцюговою передачею.
Для геолого-розвідувального буріння застосовуються Б.н. корисною потужністю 0,63; 4,1; 7,8; 16,0; 33,1; 52,3 кВт.
Для геофізичного структурно-пошукового і геолого-розвідувального — 32,50, 80, 125 кВт.
Для глибокого експлуатаційного і геолого-розвідувального буріння на нафту і газ — 190, 235, 300, 375, 475, 600, 750, 950, 1180 кВт.
Гідравлічна частина складається з 2 або 3 гідравлічних коробок (залежно від кількості робочих циліндрів насоса), які об'єднані всмоктувальним і нагнітальним колекторами. На вході до всмоктувального колектора і виході з нагнітального колектора встановлюються пневматичні компенсатори нерівномірності подавання. Привод Б.н. в основному від електродвигунів або двигунів внутрішнього згоряння включає кривошипно-шатунний механізм.
Робочі органи Б.н. мають підвищену стійкість до дії частинок абразиву, нафти, хімічних реактивів і ін.
Осн. тенденція розвитку Б.н.: підвищення робочого тиску і потужності привода, розширення границь безступінчатого регулювання подачі рідини.
Буровий насос двосторонньої дії
Буровий насос двосторонньої дії (рис. 3) складається з привідного і гідравлічного блоків, встановлених на зварній рамі 12.
Привідний блок складається з трансмісійного валу 5, корінного валу 9 та шатунного механізму 10, встановлених на станині 2. Станина являє собою масивний металевий короб, у розточеннях якого монтуються підшипники трансмісійного і корінного валів. Для зручності монтажу внутрішніх вузлів і деталей станина має кришку 8. Поверхні станини і кришки, які стикуються, піддаються механічній обробці і ущільнюються за допомогою гумового шнура або прокладки, що затягується болтами 11 і вкрученими в станину шпильками 6. Положення кришки щодо станини фіксується конічними штифтами.
Отвори під підшипники розточують в зборі станини з кришкою. У горловині станини встановлюють направляючі 4 повзуна 13. Осі поверхонь росточок станини під направляючі повзуна повинні збігатися з відхиленням не більше 0,15 мм. Внутрішня порожнина станини забарвлюється маслостійкою фарбою і використовується в якості резервуара для мастила, що змащує зубчасту передачу, встановлену між трансмісійним і корінним валами. Горловина станини має бічні люки для монтажу та огляду повзунів. Торець горловини забезпечується отворами для штока 3 та кріплення гідравлічного блоку 1.
У кришці станини розміщений вентиляційний ковпак 7 для витяжки масляних парів. Станини бурових насосів відливають з високоміцних чавунів або сталей. Сталеві станини легші, але дорожчі чавунних. Найбільш економічні за масою бурові насоси ті, що мають станини зварної конструкції.

## Вимоги до бурових насосів
Виходячи з призначення до умов експлуатації, до бурових насосів висувають такі основні вимоги:
- подача насосу повинна бути регульованою в межах, що забезпечують ефективну промивання свердловини;
- потужність насоса повинна бути достатньою для промивання свердловини і приводу забійних гідравлічних двигунів;
- швидкість промивної рідини на виході з насоса повинна бути рівномірним для усунення інерційних навантажень і пульсацій тиску, що викликають ускладнення у бурінні, додаткові енергетичні витрати і утомні руйнування;
- насоси повинні бути пристосовані для роботи з абразиво- і маловмісними корозійно-активними промивними розчинами різної щільності;
- вузли і деталі, які контактують з розчином для промивання, повинні володіти достатньою довговічністю і бути пристосованими до зручної та швидкої заміни при виході з ладу;
- великогабаритні вузли і деталі повинні бути обладнані пристроями для надійного захоплення і переміщення при ремонті і технічному обслуговуванні;
- вузли і деталі привідної частини повинні бути захищені від розчину для промивання і доступні для огляду і технічного обслуговування;
- насоси повинні бути пристосовані до транспортування в зібраному вигляді на далекі й близькі відстані і переміщення волоком в межах бурової;
- конструкція насосів повинна допускати праве і ліве розташування двигунів насосного агрегату;
- надійність і довговічність насосів повинні поєднуватися з їх економічністю і безпекою експлуатації.

Рис. 2. — Схема бурової установки для глибокого обертального буріння
1 — долото; 2 — вибійний двигун; 3 — бурильна труба; 4 — бурильний замок; 5 — бурова лебідка; 6 — силовий привід бурової лебідки і ротора; 7 — вертлюг; 8 — талевий канат; 9 — талевий блок; 10 — гак;
11 — гнучкий буровий шланг; 12 — ведуча труба; 13 — ротор; 14 — бурова вежа; 15 — жолобна система; 16 — маніфольд; 17 — буровий насос; 18 — силовий привод бурового насоса; 19 — приймальна ємність

## Окремі різновиди
- Буровий насос ДГ3845А1 виробництва заводу «ДніпроПрес» (Україна) є горизонтальним трипоршневим односторонньої дії. Гідравлічна частина виконана як три змінні гідравлічні коробки із легованої сталі. Клапани розміщені попарно вертикально на спільній осьовій лінії. Конструкція вхідного трубопроводу забезпечує легкий доступ до приймального фільтру, що потребує періодичної очистки. Для забезпечення кращого контролю за тиском у масляній системі встановлено електроконтактний манометр, при недостатньому тиску в системі насос не запускається.
- Буровий насос 8Т-750 виробництва компанії Soilmec (Італія) є трипоршневим односторонньої дії. Ексцентриковий і трансмісійний вали встановлені на шарикопідшипниках з антифрикційним покриттям. Шатуни і повзуни змонтовані на роликових підшипниках. В насосі змонтована подвійна система змащування механічної частини — шляхом розбризкування і під тиском.
- Бурові насоси компанії Wirth обладнані гідравлічними пристроями для обслуговування гідравлічної частини, а саме — для заміни циліндрових втулок, клапанів та легкого відкривання клапанних кришок. Вони дають змогу експлуатаційному персоналу виконувати операції заміни циліндропоршневих пар безпечно, просто та із застосуванням мінімального оснащення. В них застосований принцип використання ручного насоса із гнучким нагнітальним рукавом та швидкозбірним приєднувальним вузлом. Після створення належного тиску ручним насосом різьбові з'єднання розвантажуються і можуть бути розгвинчені руками без вживання будь-якого інструменту. Пристрої спроектовано таким чином, що розрахункове навантаження прикладається до усіх стосовних різьбових з'єднань, його величина не може бути перевищена, що підвищує довговічність у порівнянні із результатами застосування традиційного ручного інструменту.
- Насос НБТ-600 виробництва ВЗБТ (Росія) являє собою трипоршневий насос односторонньої дії, гідравлічний блок якого має у своєму складі три ковані із високоміцної легованої сталі гідравлічні коробки. Гідравлічна коробка виконана за L-подібною схемою, завдяки чому зменшено витрати часу на обслуговування клапанних пар.
- Буровий насос PZ-8 (PZH) виробництва компанії Gardner Denver (США) є трипоршневим односторонньої дії. Усі підшипники виконані роликовими, що значно підвищує термін роботи та надійність експлуатації, проте це може бути не доцільно оскільки вартість роликових підшипників такого діаметру значно перевищує вартість шарикопідшипників. Зубчата передача виконана шевронною що покращує роботу зачеплення. Передача відповідає стандарту AGMA. Вихідні патрубки виконані литими зі сталі, вони мають менші гідравлічні опори, але меншу міцність у порівнянні зі зварними.